# Skarphedin Njálsson
Skarphedin var äldste son till Njál och Bergtora i Njáls saga. Han var skicklig på att slåss men mindre skicklig på att förhandla sig till hjälp och förlikningar. På Tinget ifrågasatte Skarphedin Floses manlighet, vilket fick denne att samla ihop en skara män för att dräpa Njál och hans söner.
Det var Skarphedin som utdelade det dödande hugget mot Hoskuld hvitanäsgode. Han var en av dem som brann inne i Bergtorshval.